# Антъни Ман
Антъни Ман (на английски: Anthony Mann) е американски филмов режисьор. 

## Биография
Роден в семейство на еврейски имигранти от Австрия – Емил Теодор Бундесман и Берта Уейшелбаум. Започва като актьор в Ню Йорк. През 1938 г. се премества в Холивуд, където се присъединява към студиото на Д. Селзник. През 1942 г. дебютира като режисьор, поставяйки нискобюджетни филми в студиата на RKO и Republic Pictures. През втората половина на 40-те години той прави няколко филма в ноар стил, които сега често са признавани за образци, отчасти благодарение на майсторската работа на оператора Джон Олтън. По-късно той популяризира развитието на уестърна като сериозен жанр, пренасяйки към него някои елементи на ноар. Уестърните му с участието на Джеймс Стюарт са най-популярната му работа. През 60-те години той преминава на епични филми. За снимките на „Спартак“ е отхвърлен от Кърк Дъглас. През 1964 г. оглавява журито на 14-ия Берлински филмов фестивал. Умира от инфаркт по време на снимките на шпионския трилър „Денди в Аспик“, филмът е завършен от главния изпълнител Лорънс Харви.
През 1957–1963 г. е женен за актрисата и певица Сара Монтиел.

## Избрана филмография
| Година | Филм                         | Оригинално заглавие      |
| ------ | ---------------------------- | ------------------------ |
| 1950   | Уинчестър '73                | Winchester '73           |
| 1952   | Завоят на реката             | Bend of the River        |
| 1953   | Голата шпора                 | The Naked Spur           |
| 1954   | Далечна земя                 | The Far Country          |
| 1955   | Човекът от Ларами            | The Man from Laramie     |
| 1955   | Последната граница           | The Last Frontier        |
| 1957   | Тенекиената звезда           | The Tin Star             |
| 1958   | Човек от Запада              | Man of the West          |
| 1958   | Божията нивица               | God’s Little Acre        |
| 1964   | Упадъкът на Римската империя | The Fall of Roman Empire |
| 1965   | Героите на Телемарк          | The Heroes of Telemark   |